# ふたりの秒針
「ふたりの秒針」（ふたりのびょうしん）は、2016年5月4日にビーイングから発売された焚吐の2枚目のシングル。

## 解説
前作から4ヵ月ぶりのシングル。
2枚目のシングルとなった本作は、表題曲が読売テレビ・日本テレビ系アニメ『名探偵コナン』のエンディング・テーマに起用された。この曲に関しては「中々出会えない新一と蘭が出会った時に気づく恋心や、ふたりならば成し遂げられる事の大きさなどを意識しながら、自分なりの解釈で歌詞を書きました」とコメントしており、今回、コナンのエンディングに起用されたことに関しては「アニメ『名探偵コナン』エンディングテーマ曲という先輩方が繋いできた大事なバトンをしっかりと受け継ぎ、尚且つ視聴者の皆さんの心を掴んでいけるようにがんばります」と意気込みを語った。
通常盤のみ表題曲のMV収録のDVDを収録。名探偵コナン盤には主人公・江戸川コナンが描かれている。

## 収録曲
全曲　作詞・作曲：焚吐

### CD
通常盤
1. ふたりの秒針
編曲：橘井健一[5]
2. てっぺん底辺
編曲：Neru

名探偵コナン盤
1. ふたりの秒針
2. てっぺん底辺
3. ふたりの秒針（TV ver.）
編曲：橘井健一[5]

### DVD（通常盤のみ）
1. 「ふたりの秒針」MUSIC VIDEO